# Moxostoma breviceps
Moxostoma breviceps és una espècie de peix de la família dels catostòmids i de l'ordre dels cipriniformes que es troba a Nord-amèrica.